# Новопокровка (Березівський район)
Новопокро́вка — село Миколаївської селищної громади у Березівському районі Одеської області в Україні. Населення становить 107 осіб.

## Історія
Під час організованого радянською владою Голодомору 1932—1933 років померло щонайменше 5 жителів села.
Колишеій орган місцевого самоуправління — Ульяновська сільська рада.

## Населення
Згідно з переписом УРСР 1989 року чисельність наявного населення села становила 138 осіб, з яких 62 чоловіки та 76 жінок.
За переписом населення України 2001 року в селі мешкало 107 осіб.

### Мова
Розподіл населення за рідною мовою за даними перепису 2001 року:
| Мова       | Відсоток |
| ---------- | -------- |
| українська | 96,26 %  |
| російська  | 2,80 %   |
| молдовська | 0,93 %   |